# Protoplectron striatellum
Protoplectron striatellum är en insektsart som beskrevs av Peter Esben-Petersen 1917. 
Protoplectron striatellum ingår i släktet Protoplectron och familjen myrlejonsländor. Inga underarter finns listade i Catalogue of Life.